# Элимы

Схема расселения народов Сицилии до начала колонизации острова в VIII—VII веках до н. э.

Элимы (греч. Ἔλυμοι; лат. Elymi) — один из трёх древнейших народов Сицилии. Они населяли западную часть острова в период бронзового века и классической античности. По одной из гипотез, которая находит подтверждение согласно данным генетического анализа, предки элимов прибыли на Сицилию из Малой Азии около XIII века до н. э. Главными городами элимов были Сегеста, Эрикс и Энтелла.
В VIII—VI веках до н. э. на Сицилии появилось около десяти крупных греческих и финикийских колоний. Элимы быстро эллинизировались, переняв у новых соседей культуру, язык и верования. Отношения коренного народа Сицилии и колонистов не ограничивались культурным обменом. Античные источники сообщают о войнах между городами элимов с Карфагеном, Селинунтом, Сиракузами и др. Так в 307 году до н. э. тиран Сиракуз Агафокл приказал убить около десяти тысяч мужчин Сегесты, а женщин и детей продал в рабство.
После Первой Пунической войны (264—241 годы до н. э.) элимы попали под власть Рима, а затем были ассимилированы.

## Происхождение
Существует две версии о происхождении элимов. Наиболее древним описанием того, как в Сицилии появились элимы является процитированное у Дионисия Галикарнасского утверждение Гелланика (V век до н. э.), который писал, что «тремя поколениями ранее Троянской войны» энотры изгнали элимов из южной Италии на Сицилию. Другую версию излагает Фукидид — в его «Истории» элимы появились после Троянской войны в результате переселения беглых троянцев с примкнувшими к ним фокейцами. В «Александре» Ликофрона (320—280 годы до н. э.) пророчица Кассандра рассказывает, как «звероподобный детёныш» станет основателем трёх городов на самых дальних рубежах Сицилии. К нему прибудет внебрачный сын Анхиса Элим. Современные комментаторы считают, что речь идёт о главных городах элимов Сегесте, Эриксе и Энтелле.
По всей видимости, источником информации для Ликофрона стал несохранившийся труд историка Тимея, на который ссылается и Плутарх. В жизнеописании «Никия» Плутарх приводит несколько утверждений Тимея, в том числе такое: «Геракл, видимо, помогал сиракузянам ради Коры, от которой он получил Кербера, и гневался на афинян за то, что они оказывали помощь гражданам Эгесты, отпрыскам троянцев, тогда как сам Геракл за обиду, нанесённую ему Лаомедонтом, разрушил Трою». Вне зависимости от того, какой из версий придерживаются авторы, все они, как античные, так и современные, соглашаются с тем, что элимы — народ пришлый. Современные исследователи склоняются к малоазийской версии происхождения элимов. По одной из версий, Гелланик был менее точен, поскольку писал в период, когда элимы распространили свою власть почти на всю Сицилию, подчинив себе, в том числе, племя сиканов. Геллиник, вероятно, считал элимов и сиканов единым народом.
Археологические находки свидетельствуют в пользу малоазийского происхождения элимов. Данные генетики подтверждают гипотезу о прибытии предков элимов из Малой Азии.

## Область проживания

Античные города на Сицилии

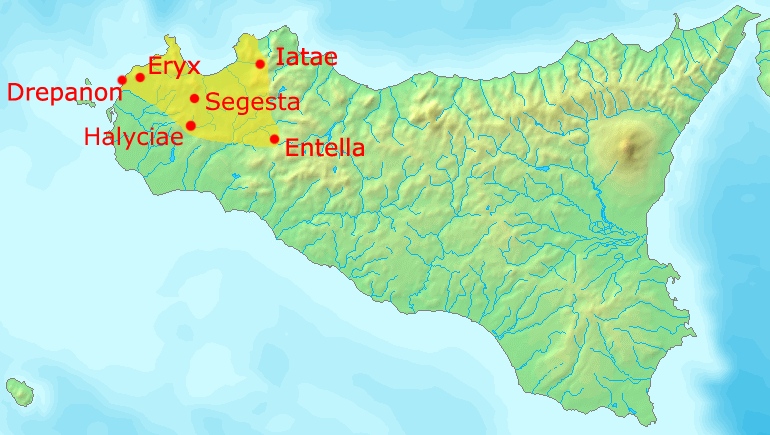
Карта основных поселений элимов

Элимы проживали в западной части Сицилии. Их непосредственными соседями на востоке были сиканы. Элимы были одним из трёх проживающих на острове народов на момент начала его греческой и финикийской колонизации в VIII—VI веках до н. э. Наиболее крупным городом элимов была Сегеста. Эрикс стал их религиозным центром. Античные источники и археологические данные свидетельствуют о существовании ещё нескольких небольших поселений элимов — Энтеллы, Галикии, Иеты, Дрепаны и др.
С началом колонизации на побережье Сицилии в непосредственной близости к элимским городам были построены греческий полис Селинунт, финикийские города Мотия и Лилибей.

## Язык, культура, верования

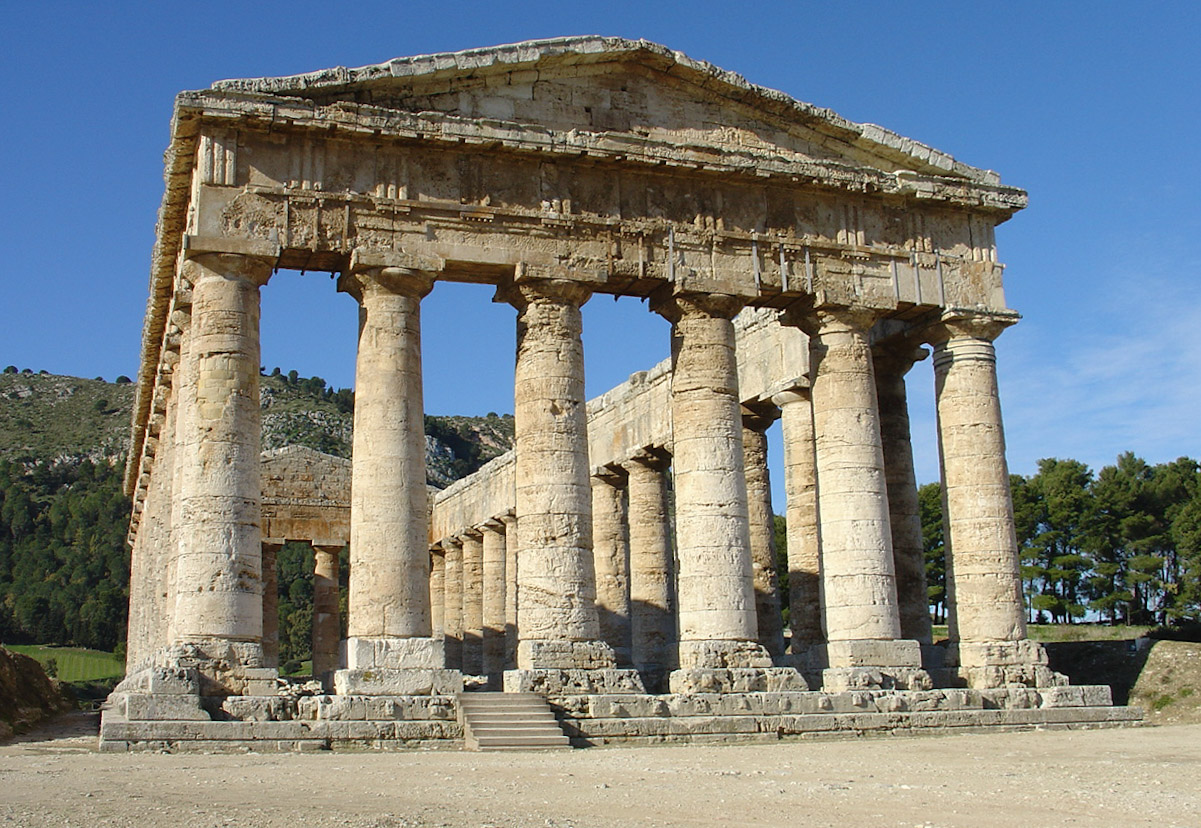
Руины храма в Сегесте, около 420-х годов до н. э.

У элимов были собственные письменность и язык, однако сохранившиеся до наших дней фрагменты элимских надписей до сих пор не расшифрованы. Имеющихся данных не достаточно даже для того, чтобы определить, относился ли элимский язык к индоевропейской языковой семье. Элимы быстро эллинизировались, переняв у соседей их культуру. Археологические раскопки свидетельствуют о наличии исконных элимских керамики и вазописи, бронзовых и железных инструментов и других изделий.

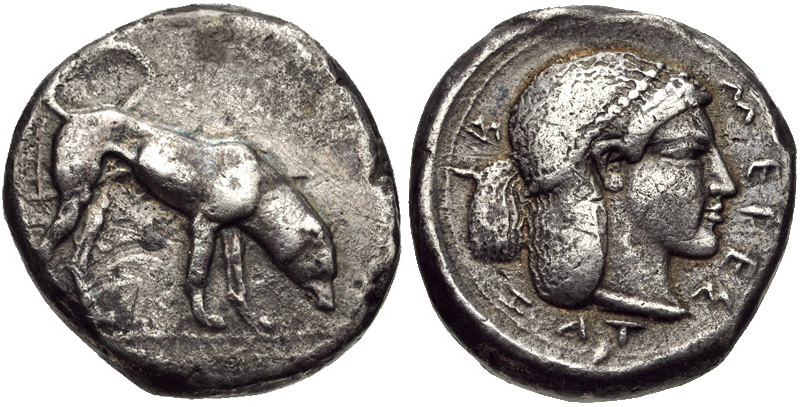
Дидрахма Сегесты 475—455 годов до н. э.

Данные нумизматики позволяют делать выводы о верованиях древних элимов. Монетная чеканка в Сегесте началась между 480—450 годами до н. э. На аверсе первых серий дидрахм и литр отчеканена женская голова с надписью на древнегреческом, а на реверсе — собака. Оба изображения посвящены главным водным богам города — нимфе Сегесте и речному богу Кринису. Согласно преданию, бог реки в виде собаки соблазнил Сегесту, после чего она родила Акеста или Эгеста — основателя города.
В Эриксе монеты номиналом в литру и гемилитру стали выпускать с 470 года до н. э. Выделяют два типа монет: первый тип повторяет изображения на деньгах соседей — греческих полисов Акраганта и Селинунта, а также Сегесты, второй — отображает мифологических персонажей местного пантеона, а именно, наиболее почитаемой в городе богини Афродиты вместе с Эротом или Эриксом. Эрикс — эпоним города и, согласно наиболее распространённой версии, сын Афродиты. Эрикс также фигурирует в мифах о путешествиях Геракла.
С началом Пунических войн в III веке до н. э. мифы элимов претерпели существенную трансформацию. По версии византийского историка Иоанна Зонары (1074—1159), жители Сегесты уничтожили гарнизон карфагенян. После они испугались возможных последствий и обратились за помощью к Риму. Среди прочего они говорили, что элимы, как и римляне, произошли от троянцев. Римлянам было выгодным отпадение Сегесты от их главного врага, вне зависимости от «общего» родства, о котором они вряд ли догадывались. У элимов накануне начала Первой Пунической войны в 264 году до н. э. были мифы об их связях с Троей, в которых отображалась народная память о миграции с территории Малой Азии.
«Троянское родство» стали использовать в качестве одного из инструментов внешней политики. Древний миф был своего рода «козырем» элимов, которые пытались найти в Риме сильного союзника. И не просто союзника, а некоего «дальнего родственника». Перейдя под власть Рима, элимы подчёркивали общий миф — этим они выражали гордость за «старшего брата» и/или стремились к особому отношению и получению тех или иных преимуществ. На монетах Сегесты стали изображать Энея с Анхисом на плечах. В 70 году до н. э. Цицерон упоминает о том, что «сегестяне полагают, что они связаны с римлянами не только вечным союзом и дружбой, но и родством с римским народом». Диодор Сицилийский (90—30 годы до н. э.) приводит версию мифа согласно которой Эней посещал Эрикса. В «Энеиде» (29—19 года до н. э.) приведено описание путешествия Энея, во время которого он встречается с Акестом и Энтеллом. Среди прочих персонажей также упомянут Эрикс.

## История
По общепринятому представлению антиковедов элимы появились на Сицилии во II тысячелетии до н. э., предположительно в XIII веке. С началом греческой колонизации в VIII—VII веках до н. э. рядом с землями элимов появились древнегреческие полисы. Произошла эллинизация этого народа. Жители элимских городов приняли греческую письменность, культуру и верования своих соседей. Отношения между элимами и колониями греков и финикийцев были далеко не безоблачными. В конце VI века до н. э. карфагеняне подчинили Эрикс.
Диодор Сицилийский сообщает о войне элимской Сегесты с Селинунтом, а также с Лилибеем. У Геродота содержатся сведения о союзе карфагенян и Сегесты, объединённое войско которых разрушило Гераклею Минойскую. Во время Сицилийской экспедиции афинян против Сиракуз 415—413 годов до н. э. элимы стали на сторону Афин. Вскоре в 409 году до н. э. совместно с карфагенянами армия Сегесты захватила и разрушила Селинунт. Греки также неоднократно захватывали Сегесту. В 397 году до н. э. город покорил сиракузский тиран Дионисий Старший. Вскоре карфагеняне вынудили греков оставить Сегесту. В 307 году до н. э. тиран Сиракуз Агафокл занял Сегесту и уничтожил мужское население, которое по оценкам Диодора Сицилийского составляло около 10 тысяч человек. Женщины и дети были проданы в рабство. Сам город он переименовал в Дикеополис и предоставил переселенцам. Впоследствии в город вернулась часть прежнего населения. Городу вернули прежнее название.
После Первой Пунической войны элимы попали под власть Древнего Рима и были ассимилированы.